# 28 جمادى الأولى
- السبت
- الأحد
- الاثنين
- الثلاثاء
- الأربعاء
- الخميس
- الجمعة

- 302 نوفمبر 2024
- 13 نوفمبر 2024
- 24 نوفمبر 2024
- 35 نوفمبر 2024
- 46 نوفمبر 2024
- 57 نوفمبر 2024
- 68 نوفمبر 2024
- 79 نوفمبر 2024
- 810 نوفمبر 2024
- 911 نوفمبر 2024
- 1012 نوفمبر 2024
- 1113 نوفمبر 2024
- 1214 نوفمبر 2024
- 1315 نوفمبر 2024
- 1416 نوفمبر 2024
- 1517 نوفمبر 2024
- 1618 نوفمبر 2024
- 1719 نوفمبر 2024
- 1820 نوفمبر 2024
- 1921 نوفمبر 2024
- 2022 نوفمبر 2024
- 2123 نوفمبر 2024
- 2224 نوفمبر 2024
- 2325 نوفمبر 2024
- 2426 نوفمبر 2024
- 2527 نوفمبر 2024
- 2628 نوفمبر 2024
- 2729 نوفمبر 2024
- 2830 نوفمبر 2024
- 291 ديسمبر 2024
- 12 ديسمبر 2024
- 23 ديسمبر 2024
- 34 ديسمبر 2024
- 45 ديسمبر 2024
- 56 ديسمبر 2024

28 جُمادى الأولى أو 28 جُمادی‌ الاَوَّل أو يوم 28 \ 5 (اليوم الثامن والعشرون من الشهر الخامس) هو اليوم السادس والأربعون بعد المائة (146) من أيَّام السنة (أو السابع والأربعون بعد المائة لو كان شهر ربيع الآخر مُتممًا لليوم الثلاثين أو الثامن والأربعون بعد المائة لو أتم كلاً من صفر وربيع الآخر ثلاثين يوماً) وفق التقويم الهجري القمري (العربي). يبقى بعده 208 أو 209 يومًا لانتهاء السنة.

## أحداث
- 487 هـ - سقوط «بلنسية» في يدي القمبيطور بمساعدة ألفونسو السادس ملك قشتالة، وحوّلوا مسجدها الجامع إلى كنيسة.
- 542 هـ - الصليبيون يحتلون مدينة لشبونة.
- 1271 هـ - القائد العثماني عمر باشا يهزم الجيش الإمبراطوري الروسي في معركة «جوزلوفا» في شبه جزيرة القرم.
- 1343 هـ - ألبانيا تتحول إلى النظام الجمهوري.
- 1370 هـ - صدور القانون التركي الخاص بإنشاء مدارس الأئمة والخطباء التي لعبت دورا في الحفاظ على تواجد العلوم الشرعية والإسلامية، وتخرج فيها مجموعة من أعلام تركيا على رأسهم رجب طيب أردوغان.
- 1372 هـ - توقيع اتفاقية جلاء جيوش مصر من السودان.
- 1382 هـ - أحمد بن بلة يشكل أول حكومة جزائرية بعد الاستقلال.
- 1399 هـ - التصديق على وثائق معاهدة السلام بين مصر وإسرائيل.
- 1403 هـ - اكتشاف عدة فتحات جديدة تحت الحائط الجنوبي للمسجد الأقصى، ويعتقد أن المتطرفين اليهود قاموا بحفرها أثناء محاولتهم اقتحام المسجد.
- 1405 هـ - الجيش الإسرائيلي ينهي انسحابه من مدينة صيدا اللبنانية.
- 1412 هـ - تحرير آخر رهينة أمريكي في لبنان تيري أندرسون بعد ست سنوات ونصف من خطفه بواسطة حزب الله.
- 1428 هـ - اغتيال النائب في مجلس النواب اللبناني وليد عيدو بتفجير سيارته.
- 1436 هـ - هُجومٌ إرهابيّ على متحف باردو في تونس العاصمة يُسفر عن مقتل 24 شخصًا بينهم 20 سائح وتونسيان والمسلحين.
- 1437 هـ - هجوم لعناصر من تنظيم الدولة الإسلامية يستهدف مدينة بنقردان التونسية.
- 1440 هـ - الإعلان عن فوز السياسي السلفادوري فلسطيني الأصل نجيب أبو كيلة بِرئاسة السلفادور بعد أن حصد ما نسبته 53% من الأصوات.

## مواليد
- 1018 هـ - مراد الرابع، السلطان السابع عشر في سلسلة سلاطين الدولة العثمانية.
- 1303 هـ - إبراهيم بور داوود، حقوقي، مترجم، لغوي، أكاديمي وشاعر إيراني.
- 1331 هـ - زينات صدقي، ممثلة مصرية.
- 1343 هـ -
  - عبد المنعم إبراهيم، ممثل مصري.
  - نور الهدى، مغنية وممثلة لبنانية.
- 1353 هـ -
  - عمر كرامي، رئيس وزراء لبنان.
  - عبد الرحمن آل رشي، ممثل سوري.
- 1355 هـ - الطاهر وطار، كاتب جزائري.
- 1358 هـ - عبد الحسين عبد الرضا، ممثل كويتي.
- 1359 هـ - نائلة معوض، سياسية لبنانية.
- 1361 هـ - أحمد أبو الغيط، دبلوماسي ووزير مصري.
- 1389 هـ - كارول صقر، مغنية لبنانية.
- 1394 هـ - إلهام الفضالة، ممثلة كويتية.
- 1414 هـ - نور الغندور، ممثلة مصرية تعيش في الكويت.

## وفيات
- 283 هـ - ابن الرومي، شاعر عربي.
- 502 هـ - الخطيب التبريزي، أحد أعلام اللغة والأدب في القرن الخامس الهجري.
- 1349 هـ - إلياس فياض، أديب وسياسي لبناني.
- 1424 هـ - حسين محمد شلبي، رجل دين مصري.
- 1428 هـ - وليد عيدو، نائب لبناني.
- 1429 هـ - ناصر بن زايد آل نهيان، أمير إماراتي.
- 1442 هـ - أحمد بن إبراهيم الحربي، شاعر وكاتب قصصي سعودي.

## وصلات خارجية
- موقع قصة الإسلام: حدث في شهر جُمادى الأولى.